# Park Narodowy Shenandoah
Park Narodowy Shenandoah (ang. Shenandoah National Park) – park narodowy położony w USA w stanie Wirginia, w Paśmie Błękitnym. Najwyżej położonym punktem parku jest szczyt góry Hawksbill o wysokości 1234 m n.p.m.

## Historia
Park został autoryzowany w 1926 roku i oficjalnie utworzony 26 grudnia 1935 roku. Przed utworzeniem parku większość jego obecnego obszaru miała charakter rolniczy i na terenie parku wciąż można zobaczyć pozostałości gospodarstw rolnych. Utworzenie parku zmusiło mieszkańców około 500 domów do opuszczenia swoich posiadłości. Z tego powodu wiele rodzin protestowało i zostało usunięte siłą, choć ostatecznie kilku z nich pozwolono pozostać. Annie Lee Bradley Shenk, która zmarła w 1979 roku w wieku 92 lat, była ostatnią mieszkanką parku, której pozwolono w nim zostać.
Rozwój parku i konstrukcja drogi widokowej Skyline Drive przez park pozwoliły stworzyć wiele miejsc pracy potrzebnych w czasie wielkiego kryzysu. W tym okresie nawet 90 procent lokalnej ludności miało zatrudnienie związane z powstającym parkiem.

## Warunki klimatyczne
Warunki klimatyczne w parku zależą od wysokości. Temperatura powietrza na szczytach gór jest średnio o 5 stopni Celsjusza niższa niż w pobliskich dolinach. Tereny parku położone na niższych wysokościach charakteryzują się zmodyfikowanym klimatem kontynentalnym, z łagodną zimą i upalnym, wilgotnym latem. Zima na wyżej położonych terenach parku jest stosunkowo chłodna podobnie jak lato. Burze mogą mieć miejsce przez cały rok, choć zdarzają się najczęściej we wrześniu a najrzadziej w lutym. Opady śniegu są częste zimą, ale zazwyczaj śnieg topnieje dość szybko. Większość obszarów parku otrzymuje ok. 100-150 cm opadów atmosferycznych rocznie.
Park wygląda zupełnie inaczej w różnych porach roku. Chociaż jest najbardziej znany ze swoich jesiennych kolorów, park jest równie spektakularny (i mniej zatłoczony) wiosną, gdy kwitną kwiaty i drzewa. Latem, niższe temperatury w górach oferują turystom ulgę w porównaniu z upałami w dolinach. Ponieważ większość szlaków pieszych prowadzi przez las, widoki są być może najbardziej spektakularne zimą, gdy drzewa nie mają już liści.

## Fauna i flora

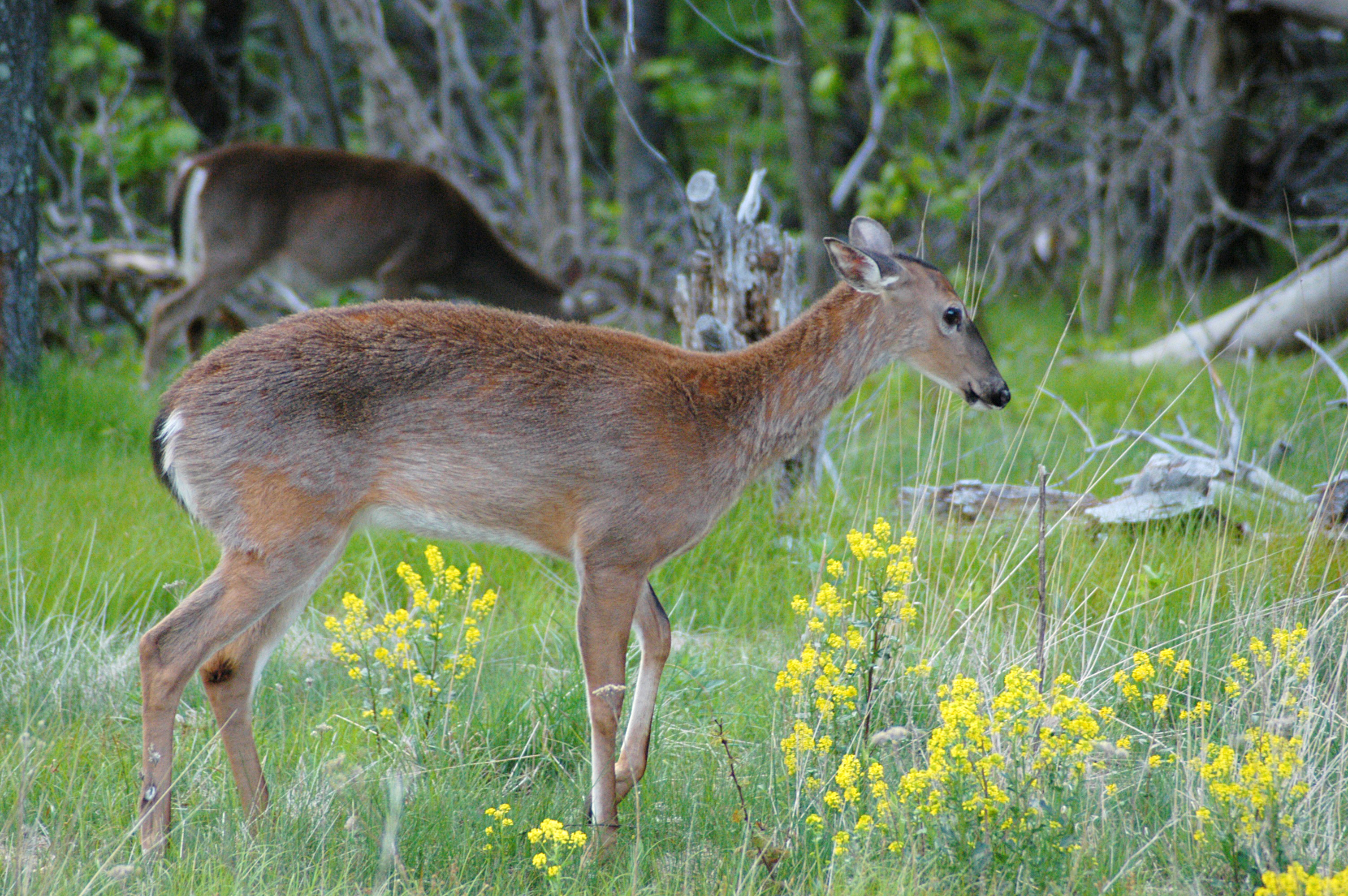
Jelenie wirginijskie w parku narodowym Shenandoah

Park jest schronieniem dla wielu gatunków zwierząt i roślin. W parku występuje ponad 200 gatunków ptaków, ponad 50 gatunków ssaków, ponad 50 gatunków gadów i płazów oraz 30 gatunków ryb. Niemalże każdy odwiedzający park ma okazję zobaczyć jakiegoś ssaka, na przykład powszechne są spotykane jelenie wirginijski czy wiewiórki szare. Inne ssaki, jak na przykład nietoperze czy skunksy są rzadko widywane, gdyż zazwyczaj aktywne są dopiero po nastaniu mroku. Z kolei, niedźwiedzie czarne i rysie rude, choć aktywne za dnia, zazwyczaj zaszywają się głęboko w lesie. Mniejsze ssaki występujące w parku są również rzadko widywane, ponieważ często żyją pod ziemią lub ukrywają się pod liśćmi. Regularnie pojawiają się również relacje o występowaniu w parku pum, choć nie zostały one do tej pory oficjalnie potwierdzone przez personel parku.
W parku występuje również 1367 gatunków roślin naczyniowych, choć zaledwie niecałe sto z nich to drzewa i krzewy najłatwiej zauważane przez odwiedzających. Aż 862 gatunki roślin stanowią kwiaty.
Szczegółowe listy gatunków zwierząt i roślin występujących w parku mogą być znalezione na oficjalnej stronie parku.

## Turystyka

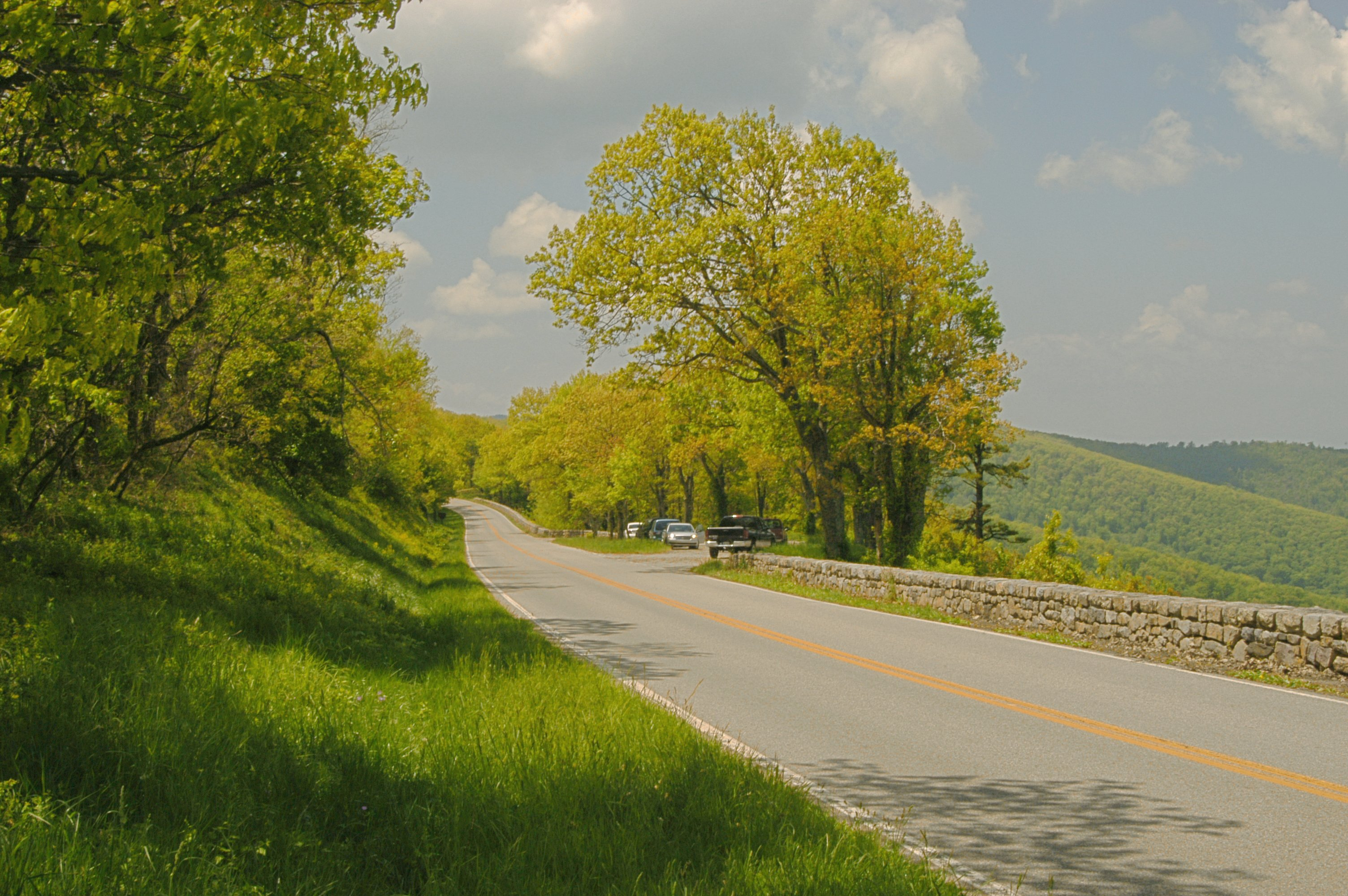
Skyline Drive

Park jest najbardziej znany z drogi widokowej Skyline Drive. Droga ta o długości 105 mil (169 km) wiedzie granią przez cały park. Droga ta jest szczególnie popularna jesienią, gdy liście na drzewach zmieniają kolory i są najbardziej malownicze.
Park Narodowy Shenandoah zawiera również ponad 800 km pieszych szlaków turystycznych, w tym 162 km Szlaku Appalachów. Wiele szlaków ma swój początek przy drodze Skyline Drive. Krótsze szlaki prowadzą do punktów widokowych lub licznych w parku wodospadów; dłuższe i trudniejsze szlaki wiodą głębiej w mniej zagospodarowane obszary parku. Do popularnych szlaków należą trasy na wierzchołki Hawksbill, który jest najwyższą górą w parku, Old Rag Mountain oraz Mary’s Rock.
Na terenie parku usytuowanych jest pięć pól kempingowych. Turyści mogą także rozbić namioty w obrębie parku po uzyskaniu bezpłatnego pozwolenia (ang. backcountry permit).
Na obszarze parku znajduje się również były wypoczynkowy ośrodek prezydentów Stanów Zjednoczonych, Rapidan Camp. Obiekt został odrestaurowany do stanu z 1931 roku i udostępniony zwiedzającym.